# Рид, Диззи
Диззи Рид, (англ. Dizzy Reed, настоящее имя Даррен Артур Рид, англ. Darren Arthur Reed; 18 июня 1963, Хинсдейл) — американский рок-музыкант, наиболее известен как клавишник группы Guns N’ Roses, в которой он играет и гастролирует с 1990 года. Помимо фронтмена Эксла Роуза, Рид долгое время являлся единственным членом Guns N’ Roses оставшимся в составе группы, со времён эры Use Your Illusion, до реюниона группы в 2016 году.

## Биография

### Ранняя жизнь
Даррен Артур Рид родился 18 июня 1963 года, в Хинсдейле (штат Иллинойс), рос в штате Колорадо. В детстве Рид был замкнутым ребёнком, его считали отшельником. Бабушка стала учить его игре на органе, когда он был ребёнком, и прежде чем он окончил начальную школу он уже создал несколько небольших местных групп. В возрасте 15 лет он перешёл на клавишные, освобождаясь от постоянных издевательств, которые он испытывал в школе.

### Музыкальная карьера
Повзрослев, Рид продолжил музыкальную карьеру в Лос-Анджелесе. Он был одним из основателей клубной группы «The Wild» в конце 1980 года, в составе которой он провёл пять лет. Он также заменил Аугуста Уорчелла (англ. August Worchell), став гитаристом группы Джонни Крэша. Однако группа распалась вскоре после того, как он вступил в неё.
Рид встретился с оригинальным составом группы Guns N’ Roses в 1985 году, когда его группа «The Wild» репетировала в соседней студии. Он поддерживал связь с ними и в 1990 году был приглашён его другом Экслом Роузом присоединиться к группе для записи альбомов Use Your Illusion I и II. Его пребывание в Guns N’ Roses было отнюдь не гладким: основатели, Слэш и Иззи заявляли, что он никто в группе, только Эксл говорил с Ридом в течение первых двух недель.
Несмотря на сложное начало, Рид вскоре стал полноправным членом группы и его работу можно услышать на большинстве треков обоих альбомов (Use Your Illusion I и II). В составе Guns N’ Roses Рид стал хорошо известен своими клавишными работами, игрой на фортепиано, бэк-вокалом на концертах и музыкальных клипах, например, в таких песнях, как «Dust N’ Bones», «Live and Let Die», «Bad Obsession» «November Rain», «Garden of Eden», «Don’t Damn Me», «Bad Apples», «Civil War», «14 Years», «Yesterdays», «Knockin' On Heaven’s Door», «Get in the Ring», «Pretty Tied Up» и «Locomotive». Он также внёс вклад в некоторые из новых песен группы, в том числе «Chinese Democracy», «Shacklers Revenge», «Better», «Street of Dreams» «If the World», «There Was a Time», «Catcher in the Rye», «Scraped», «Riad N’ the Bedouins», «I.R.S» и «Prostitute». 
Когда Рид не играет на клавишных или фортепиано, он часто обеспечивает дополнительную перкуссию и бэк-вокал во время концертных выступлений Guns N’ Roses. Он играет на ударных инструментах во время концертных выступлений группы в таких песнях, как «Mr Brownstone» и «Rocket Queen».
Диззи продолжает записываться и выступать с текущим составом Guns N’ Roses и в настоящее время является членом Guns N’ Roses дольше, чем любой другой участник этого коллектива, кроме Эксла Роуза. Так как он присоединился к группе в 1990 году через пять лет после её создания, его нельзя назвать постоянным участником группы. Однако, помимо Роуза он остаётся единственным музыкантом, связанным с эпохой альбомов Use Your Illusion и расцветом группы в начале 1990-х. Хотя Рид не является соавтором песен для Use Your Illusion, в альбоме «Chinese Democracy» он был соавтором песен «Street of Dreams» с Экслом Роузом и Томми Стинсоном и «There Was a Time», и «I.R.S» с Роузом и Полом Тобиасом (англ. Paul Tobias), а также на внеальбомном сингле «Oh My God» с Роузом и Тобиасом. Он также подтвердил, что незавершённое демо, которые не вошло в альбом «Chinese Democracy», называлось «Silkworms» и было написано самим Ридом и другим клавишником группы, Крисом Питманом.
Как и во время ранних концертов Guns N’ Roses Рид выступает в качестве бэк-вокалиста и в нынешний период. Ещё более заметно, чем в прошлом, он исполняет бэк-вокал в нескольких песнях из альбомов Use Your Illusion, яркими примерами которых являются: «November Rain», «Garden of Eden», «Bad Apples» и «Civil War», а также «You Can’t Put Your Arms Around a Memory» из «The Spaghetti Incident?», которая изначально была спета Даффом, и Диззи стал единственным членом группы, который также поёт эту песню. В «Chinese Democracy» одной из главных обязанностей Рида также стал бэк-вокал.

### Вне Guns N’ Roses
Вне Guns N’ Roses, Рид играл в альбомах бывших коллег по группе Слэша, Даффа МакКагана и Гилби Кларка. Он также был гостем, в альбоме нынешнего басиста Guns N’ Roses Томми Стинсона, названном «Village Gorilla Head». Рид является поклонником Ларри Нормана, пионера в области христианской музыки, он играл в альбоме Нормана — «Copper Wires». Написал музыку к фильмам «The Still Life» (вышел в прокат в августе 2007 года) и «Celebrity Art Show» (2008).
Когда он не участвует в турне или записи с Guns N’ Roses, Рид гастролирует с хард-рок кавер группой «Hookers N’ Blow», в котором он играет на клавишных и гитаре, а иногда и поёт. За работу с «Hookers N’ Blow», Рид был назван «Выдающийся клавишник года» (англ. Outstanding Keyboardist of the Year) на церемонии Rock City Awards («Rockies»). «Hookers N’ Blow» также были названы «Лучшей кавер-группой» (англ. Best Cover Band).
В 2005 году Рид появился в фильме «Charlie’s Death Wish» в роли 'Mumbles'. В фильме также снялись Трейси Ганз и Лемми.

## Личная жизнь
Рид женат на Лизе (англ. Lisa), писательнице и преподавателе, с 1991 года. У них двое детей. Вне гастролей он любит отдохнуть, проводя время со своей женой и характеризует себя, как преданного отца и мужа.
В 2005 году Рид вступил в братство Корнеллского университета, много позже по меркам традиционного возраста участников братства. 22 января 2006 года он был допущен в состав, став одним из глав братства Zeta Psi.
Диззи Рид является мультиинструменталистом, помимо клавишных, он играет на множестве инструментов, таких как: гитара, бас-гитара, меллотрон, каллиопа, бонго.

## Дискография

### С группой Guns N’ Roses
| Название                | Дата | Лейбл  |
| ----------------------- | ---- | ------ |
| Use Your Illusion I     | 1991 | Geffen |
| Use Your Illusion II    | 1991 | Geffen |
| The Spaghetti Incident? | 1993 | Geffen |
| Use Your Illusion       | 1998 | Geffen |
| Live Era: '87-'93       | 1999 | Geffen |
| Greatest Hits           | 2004 | Geffen |
| Chinese Democracy       | 2008 | Geffen |

### Другие проекты
| Название                    | Музыкант         | Дата | Лейбл              |
| --------------------------- | ---------------- | ---- | ------------------ |
| Coneheads soundtrack        | Various Artists  | 1993 | Warner Bros.       |
| Believe In Me               | Дафф МакКаган    | 1993 | Geffen Records     |
| Pawnshop Guitars            | Гилби Кларк      | 1994 | Virgin             |
| It's Five O'Clock Somewhere | Slash's Snakepit | 1995 | Fontana Records    |
| Playtime                    | Michael Zentner  | 1995 | Warped Disc        |
| Not What I Had Planned      | Maissa           | 1996 | Sonic              |
| Steinway to Heaven          | Various Artists  | 1997 | Magna Carta        |
| Copper Wires                | Ларри Норман     | 1996 | Solid Rock Records |
| Electrovision               | Даг Олдрич       | 2001 | Pony Canyon        |
| Hammered                    | Motörhead        | 2002 | Castle             |
| Ready To Go                 | Bang Tango       | 2004 | Shrapnel           |
| Village Gorilla Head        | Tommy Stinson    | 2004 | EMI                |
| Strangeland                 | Court Jester     | 2006 | Cellar Records     |
| Gilby Clarke                | Гилби Кларк      | 2007 | Spitfire           |
| Backyard Babies             | Backyard Babies  | 2008 | Universal          |